# Oltre il silenzio
Oltre il silenzio è un film del 1995 diretto da Scott Michell.

## Trama
Un giovane vagabondo londinese Alan Terry assiste accidentalmente ad un'esecuzione mafiosa. Si allontana, ma lascia prove sufficienti per essere ricercarlo tra i senzatetto ed in modo violento il suo migliore amico viene ucciso da un incendio doloso.
Si scopre che Matheson, l'ispettore di polizia incaricato delle indagini sull'omicidio, è in combutta con il boss mafioso Adolfo Cavani ed effettivamente sulle tracce di Alan, con il fermo intento di eliminarlo. L'unica che può davvero aiutare Alan è una giornalista.